# Sebastian Göttlinger
Sebastian Göttlinger (* 25. November 1980 in Waidhofen an der Ybbs, Österreich) ist ein ehemaliger österreichischer Beachvolleyball-Spieler.

## Karriere
Göttlinger spielte zunächst Hallenvolleyball in Amstetten bei der SG VCA Hypo Niederösterreich. Von 2004 bis 2006 spielte er Beachvolleyball an der Seite von Alexander Horst. Göttlinger/Horst hatten auf der FIVB World Tour 2006 mit Platz neun beim Grand Slam in Klagenfurt ihr bestes Resultat. 2007 trat Göttlinger mit Bernhard Strauß bei der WM in Gstaad an und landete auf Platz 37. Danach beendete er seine Karriere.